# 克容巴县
克容巴县是越南嘉莱省下辖的一个县。

## 地理
克容巴县北接亚巴县，南接多乐省亚嘎县，东接富安省同春县、山和县和馨江县，西接阿云巴市社和多乐省勒县、克容囊县。

## 历史
1981年8月17日，亚热摩社析置富芹社，德邦社析置亚姆拉社，诸热让社析置诸乌社，亚热晒社析置亚热申社。
1989年1月13日，富芹社析置诸玉社和富足市镇，亚热晒社析置诸热甘社，亚热申社析置沃社。
1991年8月12日，嘉莱-崑嵩省重新分设为嘉莱省和崑嵩省；克容巴县划归嘉莱省管辖。

## 行政区划
克容巴县下辖1市镇13社，县莅富足市镇。
- 富足市镇（Thị trấn Phú Túc）
- 诸热让社（Xã Chư Drăng）
- 诸乌社（Xã Chư Gu）
- 诸玉社（Xã Chư Ngọc）
- 诸热甘社（Xã Chư Rcăm）
- 德邦社（Xã Đất Bằng）
- 克容囊社（Xã Krông Năng）
- 富芹社（Xã Phú Cần）
- 沃社（Xã Uar）
- 亚赫热社（Xã Ia HDreh）
- 亚姆拉社（Xã Ia Mláh）
- 亚热摩社（Xã Ia RMok）
- 亚热晒社（Xã Ia RSai）
- 亚热申社（Xã Ia RSươm）